# Theodore Blake Wirgman

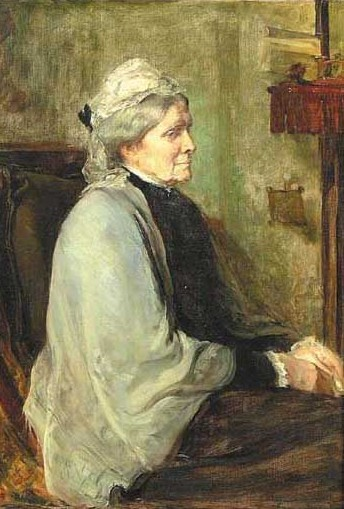
Porträt einer sitzenden Frau. Ölgemälde Blakes von 1891

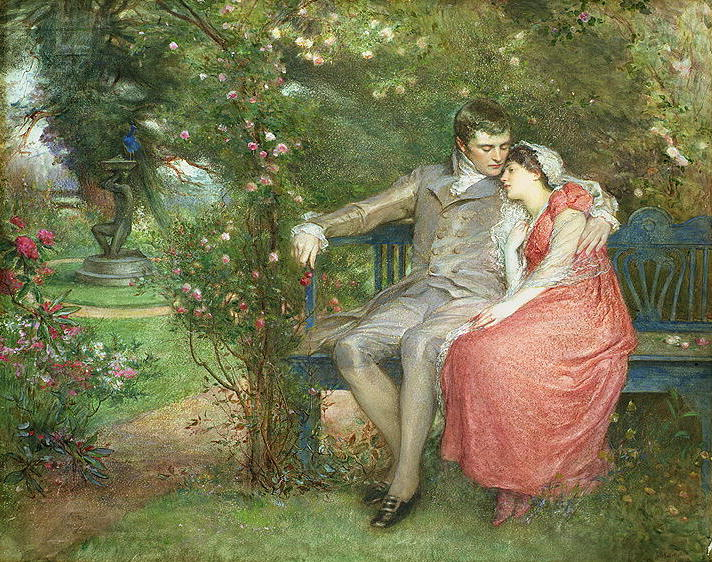
Gather Ye Rosebuds While Ye May von 1905

Theodore Blake Wirgman (* 29. April 1848 in Löwen; † 16. Januar 1925 in London) war ein in England aktiver Maler und Radierer. 
Wirgman wurde am 29. April 1848 in Löwen geboren. Er studierte an der Royal Academy of Arts und wandte sich später der Genre- und Historienmalerei zu. Er arbeitete auch als Porträtist für die Illustrierte The Graphic.
Wirgman besaß ein Studio am 24 Dawson Place in London. 1892 trat er dem „The Arts Club“ bei, bei dem er mindestens bis 1920 Mitglied war.
Wirgman war Teil einer Gruppe von Avantgarde-Malern die den Stil Edward Burne-Jones’ und Simeon Solomons nachahmten. Diese Gruppe bestand aus Walter Crane, Robert Bateman, Harry Ellis Wooldridge und Edward Clifford.
Sein Bruder war der Karikaturist Charles Wirgman.